# Forte di Delimara
Il forte di Delimara (in inglese: Fort Delimara; in maltese: Il-Fortizza ta' Delimara) è un forte situato sul promontorio Delimaria di Marsa Scirocco, a Malta, costruito durante il periodo coloniale britannico. È gestito dall'agenzia governativa Heritage Malta e data la sua posizione su scogliere di gesso è considerato a forte rischio di crolli per via dell'erosione.

## Storia
Il forte fu realizzato dall'amministrazione coloniale britannica tra il 1876 e il 1878 e dotato originariamente di sei cannoni RML da 12.5 pollici, quattro dei quali sono stati conservati. Per la sua realizzazione è stata demolita la torre di Delimara, realizzata dai cavalieri ospitalieri nel 1659.
Nel 1903 all'interno del forte si è verificata un'esplosione di alcune bombe causata da alcuni giovani pastori locali che vi si erano introdotti e avevano tentato di ricavare polvere da sparo da alcune bombe difettose.
L'artiglieria del forte è stata ammodernata nel 1887, nel 1913 e nuovamente nel 1938-1939. Durante la Seconda guerra mondiale il forte è stato impiegato per contrastare il posizionamento di mine nel mar Mediterraneo ed è stato anche bombardato.
La funzione strategica è stata mantenuta fino all'abolizione del sistema di difesa costiera dell'Impero britannico nel 1956. Dopo l'indipendenza di Malta nel 1964 l'amministrazione del forte è passata allo Stato maltese, che tra il 1982 e il 2005 è stato utilizzato come fattoria per maiali.

## Nella cultura di massa
Alcuni ambienti del forte sono stati impiegati nel film Assassin's Creed del 2016.